# Agdistis swakopi
Agdistis swakopi là một loài bướm đêm thuộc họ Pterophoridae. Nó được tìm thấy ở Namibia.